# Savant fou
 (avril 2021).
Le savant fou est un stéréotype et un archétype du savant qui est souvent un cliché ou un lieu commun des œuvres de fiction populaires.
Ce type de personnage travaille généralement à la mise au point de technologies, fictives et novatrices, à la pointe des connaissances de son époque. Fréquemment obnubilé par ses recherches, il manque de sens commun et peut devenir un scientifique dangereux jouant à Dieu sans en mesurer les conséquences.

## Historique
L’image du savant inapte à la vie commune, en marge de la vie sociale, existe dès l'Antiquité grecque, dans une anecdote célèbre de Socrate : Thalès, qui contemple les astres en se promenant et qui tombe dans un puits, est moqué par une servante thrace.
Socrate aurait représenté une science coupée des affaires humaines, dont l'utilisation dans la cité est problématique. La naissance de la science et de la philosophie serait contemporaine d'un clivage entre un savoir (acquisition et pratique) et sa perception sociale (apparence ambivalente, tragi-comique, aux yeux du public). Ce problème politique fait l'objet d'un dialogue de Platon dans son Théétète'.

### En sciences
Au XIXe siècle, les sciences et les techniques, y compris militaires, progressent rapidement pour le meilleur (rôle salvateur) ou pour le pire (rôle destructeur). Elles régleront tous les problèmes grâce au progrès ou bien elles causeront la perte de l'humanité. Les scientifiques sont alors représentés comme vertueux ou maléfiques, sérieux ou fous. Une constante se dessine entre ces extrêmes : le génie.
La figure du savant fou progresse au même rythme : au fur et à mesure que sciences et technologies prouvent leur puissance, les œuvres de fiction signalent les dangers ou expriment les angoisses liées à l'accélération du progrès scientifique. L'histoire scientifique appelle une réponse dans l'imaginaire collectif, le savant fou étant l'une des réponses les plus courantes.

### Représentations après la Seconde Guerre mondiale
C'est après la Seconde Guerre mondiale que les savants fous sont les plus visibles dans la culture populaire. Les expériences humaines menées sous les auspices des nazis, en particulier celles de Josef Mengele, et l'invention de la bombe atomique ont fait naître à cette époque une véritable crainte que la science et la technologie ne soient devenues incontrôlables. La montée en puissance de la science et de la technologie pendant la guerre froide, qui a fait naître des menaces croissantes de destruction l'espèce humaine, a encore accentué cette impression.

### Dans les arts

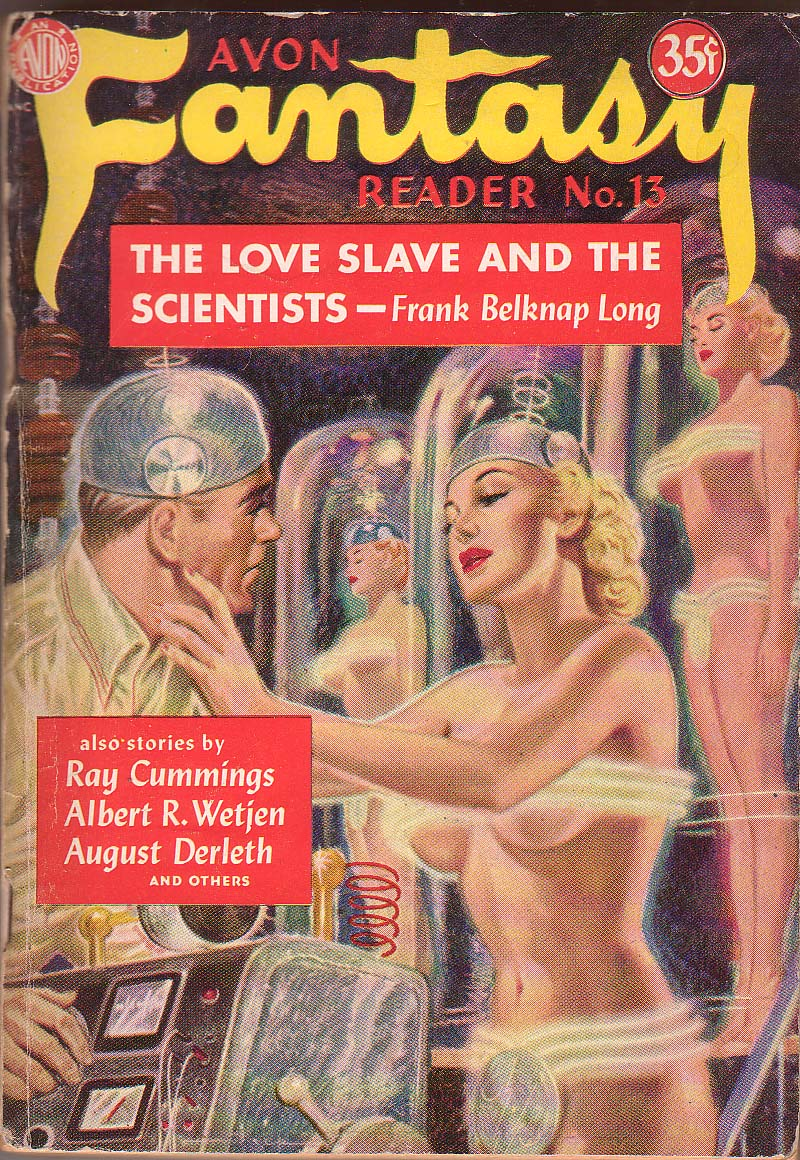
Magazine de science-fiction Avon Fantasy Reader no 13 (1950) mettant en scène The Love Slave and the Scientists (« L'esclave de l'amour et les scientifiques ») : le savant fou, plus jeune et physiquement avenant, peut aussi être un prédateur sexuel.

#### Littérature
Le savant fou apparaît déjà dans la littérature du XVIIIe siècle, par exemple dans Les Voyages de Gulliver de Jonathan Swift, où les savants de l'île volante de Laputa ont perdu pied avec la réalité, au propre comme au figuré.
Dans La Peau de chagrin d'Honoré de Balzac, les trois scientifiques (le Pr. Lavrille « grand pontife de la zoologie », M. Planchette, physicien qui parle longuement de la notion de mouvement sans parvenir à la définir, et le chimiste Japhet) sont « entre deux âges, à la physionomie douce encore adoucie par un air obligeant ».
Au début du XIXe siècle, le docteur Frankenstein, inventé par Mary Shelley, crée un monstre au nom de la science et par manque de précautions.
Puis, c'est le docteur Moreau de H. G. Wells qui n'hésite pas à jouer avec la nature, qu'il modifie de manière terrible grâce à son habileté de chirurgien. Du même auteur, L'Homme invisible met en scène le brillant docteur Griffin (en) passionné d'optique, ayant mis au point une méthode jouant sur l'absorbance de la lumière des objets physiques, au point qu'il parvient à se rendre invisible. Ne voyant au départ que les avantages à son invisibilité, il déchante rapidement. Son statut de paria et son nouveau pouvoir le font basculer progressivement dans la folie mégalomaniaque.
On peut aussi citer le capitaine Nemo de Jules Verne, apparu en 1869, qui est un des personnages de savant excentrique les plus intéressants et les plus complexes : la science est son refuge ; Nemo hait l'humanité dont il méprise les tares morales et se réfugie dans les fonds marins, isolé du monde, grâce à son sous-marin, le Nautilus.
Un personnage similaire apparaît dans un autre roman du même auteur, Robur le Conquérant (1886), roman qui débute par un débat d'aéronautique entre ceux qui pensent que les engins les plus aptes à voler sont les « plus légers que l'air » et ceux qui estiment que ce sont au contraire les « plus lourds que l'air ». Robur donne raison à ces derniers en leur montrant l’Albatros, sorte de bateau à hélices dont il se sert pour terroriser le monde et s'isoler par la voie des airs. On retrouve ce savant fou dans Maître du monde, publié en 1904. Les deux personnages vivent isolés du monde, loin de la société, dans des milieux naturels dépourvus de présence humaine, grâce à des engins de leur création.
Dans Face au drapeau (1896) apparaît un troisième savant fou, Thomas Roch, inventeur d'un projectile explosif à la puissance jamais vue. Il est lui aussi séparé de l'humanité, d'abord dans l'hôpital psychiatrique où sa folie l'a fait interner, puis sur l'île déserte où le retient prisonnier une bande de pirates qui souhaite qu'il mette son invention à leur service. Par la flatterie et jouant sur son ressentiment envers l'humanité, le chef des pirates parvient à le faire réaliser son arme.
En 1886, Robert Louis Stevenson met en scène un des savants fous les plus célèbres de la littérature dans L'Étrange Cas du docteur Jekyll et de M. Hyde, où l'on découvre que les deux personnages titres ne font qu'un. Le premier est un respectable savant anglais ayant découvert un philtre, permettant de faire ressortir son mauvais côté en se transformant en un être monstrueux, devenant le second.
Plus récents, on peut également citer le Dr Mops dans L'Expérience du docteur Mops écrit par Jacques Spitz en 1938 ainsi que le personnage de Morel dans le roman L'invention de Morel d'Adolfo Bioy Casares, publié deux années plus tard.

#### Cinéma

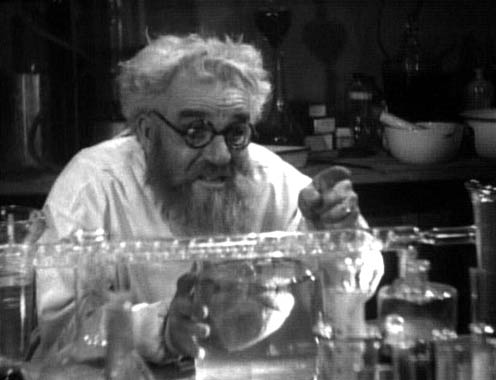
L'acteur Horace B. Carpenter jouant le Dr Meirschultz, un savant fou tentant de ramener un mort à la vie dans le film Maniac (1934).

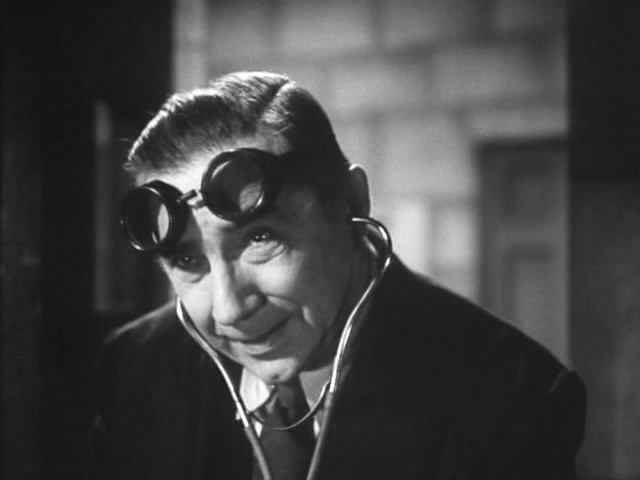
L'acteur Béla Lugosi interprète le Dr Paul Carruthers dans le film La Chauve-souris du diable (1940).

En 1927, le film Metropolis de Fritz Lang présente le prototype du savant fou au cinéma : Rotwang, le génie du mal qui crée les machines donnant vie à la ville dont le film porte le nom. Le laboratoire de Rotwang, où l'on trouve pêle-mêle des arcs électriques, des appareils en ébullition et des tableaux de cadrans et contrôles, a influencé les décors de nombreux films comme Blade Runner ou Dark City. Joué par l'acteur Rudolf Klein-Rogge, Rotwang vit des conflits intérieurs : il est maître de pouvoirs scientifiques presque mythiques, mais il est esclave de ses désirs de pouvoir et de vengeance. Son aspect physique aussi a eu une influence : les cheveux en broussaille, les yeux écarquillés et ses vêtements à l'allure presque fasciste. Même son bras droit mécanique est devenu un exemple de science détournée, par exemple dans Docteur Folamour de Stanley Kubrick.
Au début du XXe siècle, les premiers « super-vilains » — nés avant les super-héros — ont généralement des prédispositions pour les sciences, qu'ils soient précisément scientifiques ou non : Fantômas (issu de la série littéraire du même nom), le Docteur Cornélius, le Docteur Mabuse, etc. Dans la seconde moitié du XXe siècle, le savant fou est devenu un poncif au cinéma (Docteur Folamour, et de nombreux savants fous croisant la route de James Bond), etc.).
Le cinéma expressionniste allemand créa lui aussi son lot de savants fous. Comme dans le film Le Cabinet du docteur Caligari de Robert Wiene (1920). Le Dr Caligari, directeur d'un asile psychiatrique, y contrôle un somnambule du nom de Cesare pour lui faire commettre des crimes à sa place.

#### Bande dessinée
La bande dessinée américaine de la seconde moitié du XXe siècle exploite ce stéréotype du savant fou à travers plusieurs de ses personnages de fiction. On peut citer Lex Luthor, l'ennemi de Superman ; le Docteur Fatalis, l'ennemi des Quatre Fantastiques ; ainsi que plusieurs ennemis de Spider-Man.

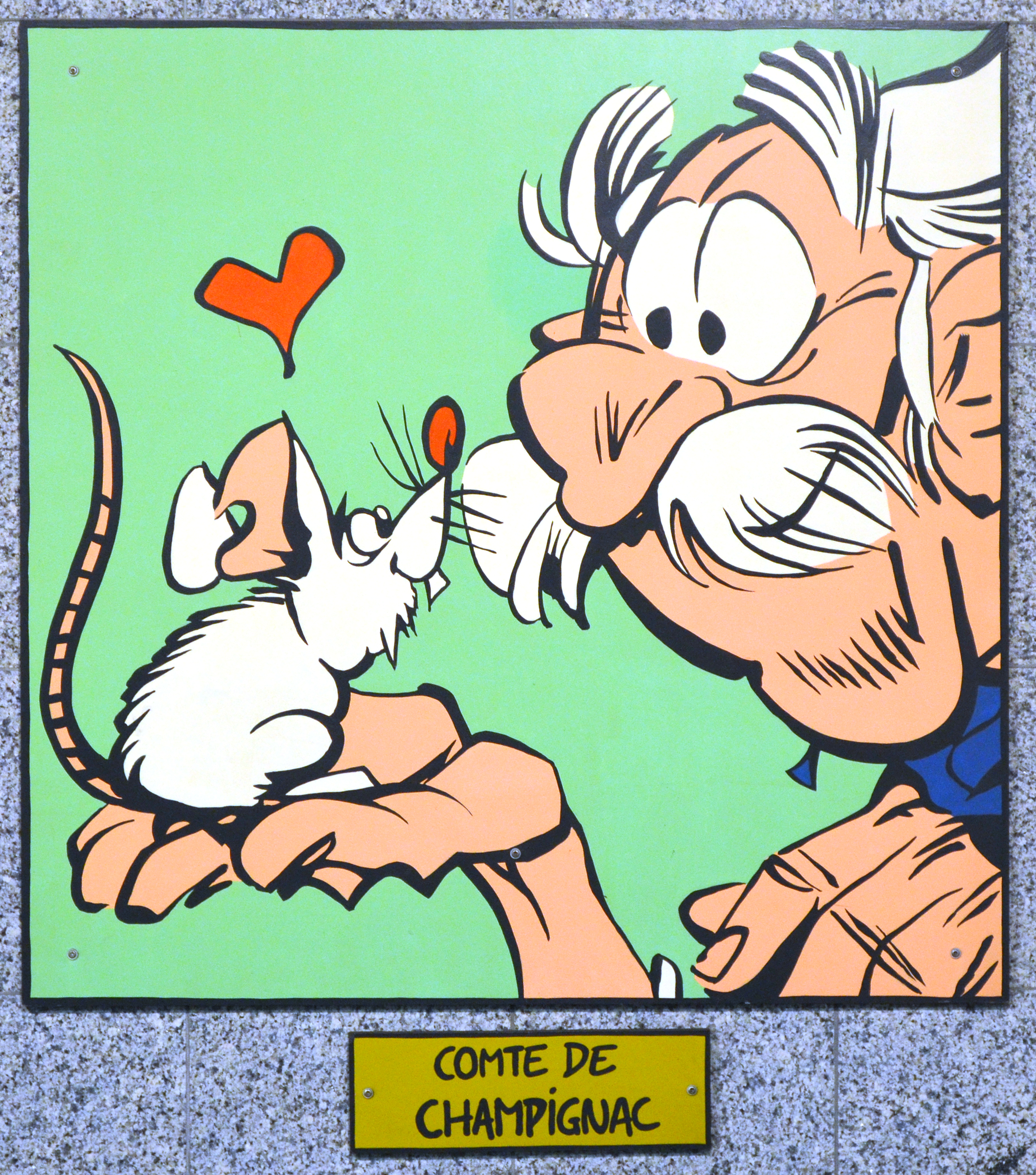
Dans la bande dessinée Spirou et Fantasio, le comte Pacôme Hégésippe Adélard Ladislas de Champignac créé par André Franquin et Henri Gillain est un « savant fou gentil » et serviable, soucieux du bien-être animal et humain.

Dans la bande dessinée franco-belge, on peut citer Zorglub, l'ennemi de Spirou. Ce savant mégalomane et maladroit est un ancien camarade du comte de Champignac dont il représente le pendant négatif et dont il recherche secrètement l’admiration. Le Comte lui-même joue parfois les savants fous, par exemple dans La Peur au bout du fil, devenant temporairement fou et dangereux après avoir accidentellement bu une potion qu'il a fabriqué.
L'auteur Edgar P. Jacobs utilisa avec brio ce type de personnage, en particulier à travers le Docteur Jonathan Septimus (La Marque jaune), un psychiatre paranoïaque semant la terreur à travers Londres et rêvant de contrôler l'esprit humain pour asservir les gens. À travers le professeur Miloch Georgevitch (S.O.S. Météores, Le Piège diabolique), l'auteur décrit plutôt un savant de la Guerre froide. Georgevitch travaille d'abord au service du bloc de l'Est, où il détraque le climat de celui de l'Ouest pour faciliter une invasion. À la suite de son échec, il se venge pour son propre compte du professeur Philip Mortimer en l'envoyant dans le passé, grâce à sa machine à remonter le temps, où il se retrouve coincé. Les repreneurs de la série créent eux aussi des savants fous. Yves Sente et André Juillard créent ainsi le Docteur Voronov (La Machination Voronov), responsable de la clinique du KGB à Baïkonour, nostalgique de Staline, qui se sert d'une bactérie tueuse pour éliminer ceux qu'il considère comme ennemis du Communisme.
Dans Les Aventures extraordinaires d'Adèle Blanc-Sec, série créée par Jacques Tardi en 1976 qui parodie et rend hommage aux romans-feuilletons, parmi les nombreux personnages déjantés croisant la route de l'héroïne figurent divers savants fous. Certains d'entre eux portent un nom comprenant le préfixe « dieu » (« Dieuleveult », « Dieudonné »…), pour souligner qu'ils se prennent pour des Dieux. L'un d'eux, le professeur Robert Espérandieu, est au cœur de l'épisode Le Savant fou. Chauvin et revanchard, Espérandieu se sert d'un pithécanthrope ramené à la vie et devenu monstrueux, pour venger toutes les défaites militaires de la France.

## Sources d’inspiration
Sur le fond de l'immémoriale peur de la nouveauté que l'on ne comprend pas et que l'on ne maîtrise pas, quelques scientifiques réels ont pu servir de modèle à l'archétype du « savant fou » :
- Au XVIIIe siècle déjà, selon un texte du XIXe siècle, alors qu'alchimistes et sorciers n'étaient pas encore oubliés, le professeur Guillaume-François Rouelle, chimiste et apothicaire français, démonstrateur au « Jardin du roi » (actuel Muséum national d'histoire naturelle), prévient « au milieu de son cours :
-Vous voyez bien messieurs, ce chaudron sur ce brasier ? eh bien, si je cessais de remuer un seul instant le mélange qu'il contient, il s'ensuivrait une explosion qui nous ferait tous sauter en l'air !
Un moment de distraction, et sa prédiction s'accomplit : une explosion épouvantable se fit entendre, toutes les vitres du laboratoire volèrent en éclats, la cheminée s'effondra, et la perruque de l'incorrigible professeur fut enlevée jusqu'au plafond ! »[8] ;
- Thomas Edison, qui devient un personnage de roman dans l’Ève future de Villiers de l'Isle-Adam ;
- le docteur Josef Mengele, médecin nazi qui a mené des expériences en utilisant comme cobayes les prisonniers du camp d'Auschwitz ;
- Wernher von Braun, le créateur des missiles nazis V2, embauché ensuite par les États-Unis et qui a inspiré le docteur Folamour[réf. nécessaire] ;
- John von Neumann, mathématicien d'origine austro-hongroise, un des inventeurs de l'ordinateur et de la bombe atomique, autre modèle du docteur Folamour[réf. nécessaire] ;
- Edward Teller, physicien d'origine austro-hongroise, un des inventeurs de la bombe H, lui aussi modèle du docteur Folamour[réf. nécessaire] ;
- Nikola Tesla, serbe d'Autriche-Hongrie, renommé pour ses inventions spectaculaires et son sens de la mise en scène.

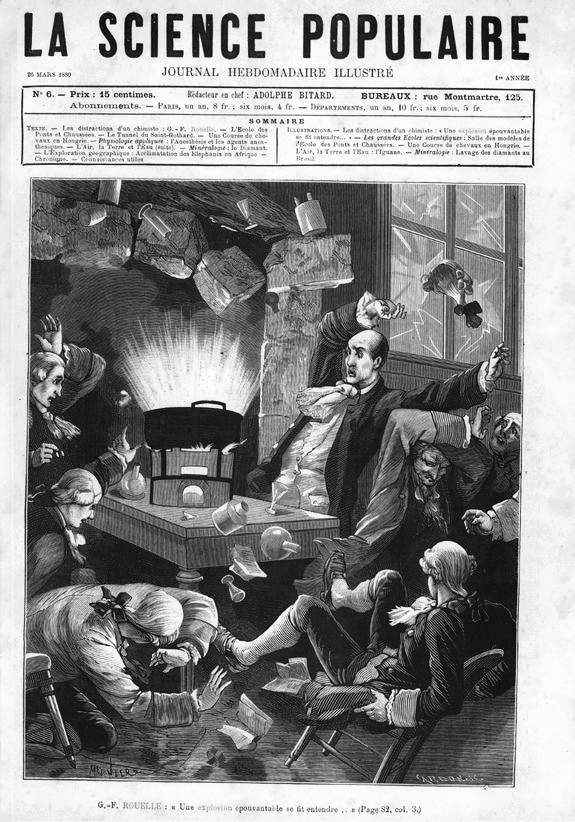
Explosion au XVIIIe siècle dans le laboratoire de Guillaume-François Rouelle
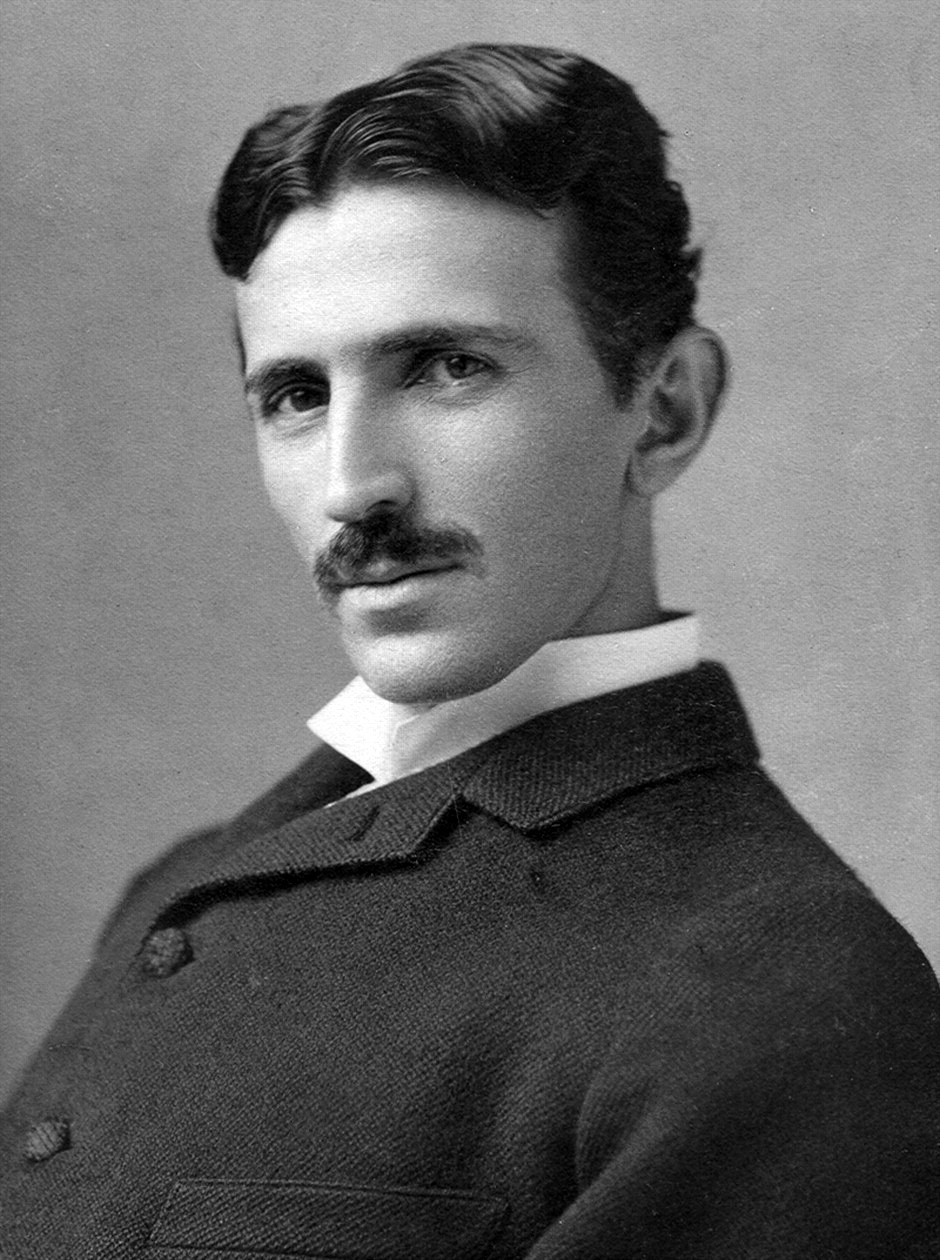
Les inventions de Nikola Tesla à la fin du XIXe siècle ont influencé l'image du « savant fou » souvent associée à des phénomènes électriques lumineux, dangereux et spectaculaires.
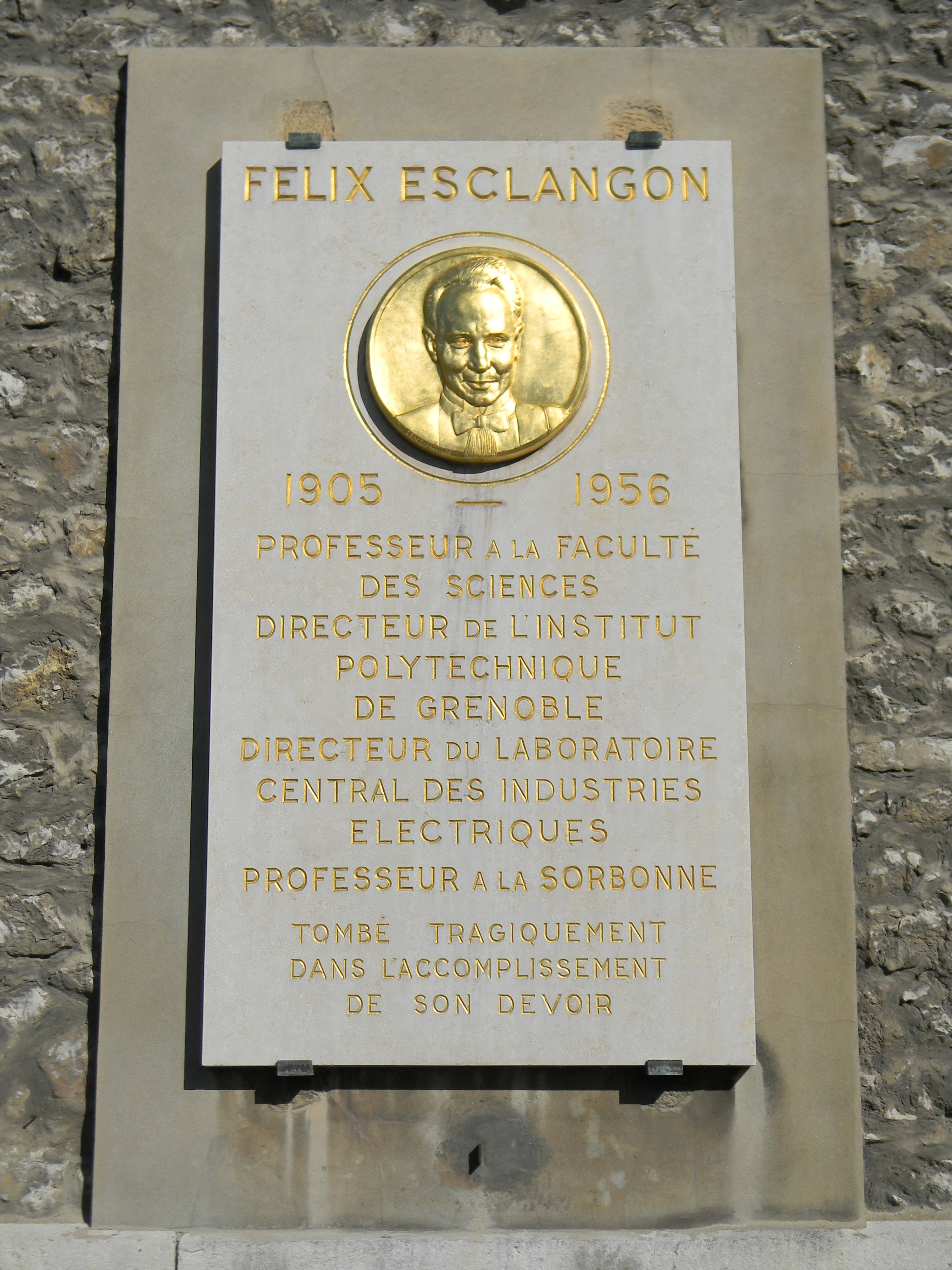
Le professeur de physique et chimie Félix Esclangon mourut électrocuté en 1956 devant ses étudiants pendant un cours sur les rayons X, dans l'amphithéâtre de physique de la faculté des sciences de Paris, au no 12 de la rue Cuvier

#### Études
- (en) Glen Scott Allen, Master Mechanics & Wicked Wizards : Images of the American Scientist As Hero and Villain from Colonial Times to the Present, Amherst, University of Massachusetts Press, 2009, 352 p. (ISBN 978-1-55849-703-0, présentation en ligne).
- Guy Bechtel, Délires racistes et savants fous, Paris, Plon, 2002, 246 p. (ISBN 2-259-19571-7). Réédition : Guy Bechtel, Délires racistes et savants fous, Paris, Pocket, coll. « Agora » (no 261), 2006, 254 p. (ISBN 2-266-12698-9).
- Elaine Després, Pourquoi les savants fous veulent-ils détruire le monde ? Évolution d'une figure littéraire, Montréal, Le Quartanier, coll. « Erres Essais », 2016, 392 p. (ISBN 978-2-89698-224-0, présentation en ligne), [présentation en ligne]. D'après une thèse soutenue à l'Université du Québec à Montréal sous la direction de Jean-François Chassay, novembre 2012, lire en ligne.
- Tim Farrant, « Fantastique et science : les Savants fous de Balzac », Otrante, art et littérature fantastique, Paris, Éditions Kimé, no 26 « Science et fantastique »,‎ automne 2009, p. 27-43 (ISBN 978-2-84174-503-6).
- (en) Christopher Frayling, Mad, Bad And Dangerous ? The Scientist and the Cinema, Londres, Reaktion Books, 2006 (1re éd. 2005), 240 p. (ISBN 978-1-86189-285-0, présentation en ligne), [présentation en ligne], [présentation en ligne].
- (en) Roslynn Haynes, From Faust to Strangelove : Representations of the Scientist in Western Literature, Baltimore, Johns Hopkins University Press, 1994, XII-417 p. (ISBN 978-0801849831, présentation en ligne).
- Hélène Machinal (dir.), Le savant fou, Rennes, Presses universitaires de Rennes, coll. « Interférences », 2013, 516 p. (ISBN 978-2-7535-2274-9, lire en ligne).
- (en) Joachim Schummer, « Historical Roots of the "Mad Scientist" : Chemists in Nineteenth-century Literature », Ambix, vol. 53, no 2,‎ 2006, p. 99-127 (DOI 10.1179/174582306X117898).
- François Sigaut, « Les techniques dans la pensée narrative », Techniques & Culture, nos 43-44 « Mythes. L'origine des manières de faire »,‎ 2004 (DOI 10.4000/tc.1241, lire en ligne).
- (en) Angela M. Smith, Hideous Progeny : Disability, Eugenics, and Classic Horror Cinema, Columbia University Press, coll. « Film and Culture Series », 2012, 368 p. (ISBN 978-0-231-15717-9 et 978-0-2311-5716-2), « Mad Medicine : Disability in the Mad-Doctor Films », p. 161-194.
- (en) Andrew Tudor, Monsters and Mad Scientists : A Cultural History of the Horror Movie, Oxford / Cambridge (Massachusetts), Basil Blackwell, 1989, 248 p. (ISBN 978-0-631-16992-5, présentation en ligne).
- Jacques Van Herp, Panorama de la science-fiction : les thèmes, les genres, les écoles, les problèmes, Verviers, Éditions A. Gérard & C°, coll. « Marabout », 1973, 430 p. Édition revue et augmentée : Jacques Van Herp, Panorama de la science-fiction, Bruxelles, Claude Lefrancq, coll. « Volumes », 1996, 671 p. (ISBN 2-87153-213-3).
- Daniel H. Wilson et Anna C. Long (trad. de l'anglais par Patrick Imbert, ill. Daniel Heard), Le panthéon des savants fous [« The Mad Scientist Hall of Fame : Muwahahaha ! »], Paris, Calmann-Lévy, coll. « Interstices » (no 27), 2010, 242 p. (ISBN 978-2-7021-4082-6, présentation en ligne sur le site NooSFere).

#### Littérature
- Collectif, Les savants fous, Édition Omnibus, 1994 (anthologie).
- (en) John Joseph Adams (dir.), The Mad Scientist's Guide to World Domination, Brilliance Audio, septembre 2013 (livre audio).
- René Reouven, Bouvard, Pécuchet et les Savants fous.

#### Bande dessinée
- Attention savants fous !, (À suivre), no 14, mars 1979.
- Jacques Tardi,  Le savant fou, série Les Aventures extraordinaires d'Adèle Blanc-Sec, Casterman, 1986.
- Christophe Quillien et al., Méchants - Crapules et autres vilains de la bande dessinée, Huginn & Muninn, 2013.

#### Littérature jeunesse
- Le Journal de Mickey, no 2389, avril 1998, « Spécial Savants fous ».
- Disney Club vacances, no 9, 1993, « Spécial Inventeurs et savants fous ».
- Muriel Zürcher, Graine de savant fou - Le Grimoire inédit du célèbre Stephou Haliez, Graine 2 Éditions, 2012.